# Griechische Zahlzeichen
| Buchstabe | Buchstabe | Akro- phon | The- sis | Mile- sisch |
| --------- | --------- | ---------- | -------- | ----------- |
| Alpha     | α         | –          | 1        | 1           |
| Beta      | β         | –          | 2        | 2           |
| Gamma     | γ         | –          | 3        | 3           |
| Delta     | δ         | 10         | 4        | 4           |
| Epsilon   | ε         | –          | 5        | 5           |
| Stigma    | ϛ         | –          | –        | 6           |
| Zeta      | ζ         | –          | 6        | 7           |
| Eta       | η         | 100        | 7        | 8           |
| Theta     | θ         | –          | 8        | 9           |
| Iota      | ι         | 1          | 9        | 10          |
| Kappa     | κ         | –          | 10       | 20          |
| Lambda    | λ         | –          | 11       | 30          |
| My        | μ         | 10000      | 12       | 40          |
| Ny        | ν         | –          | 13       | 50          |
| Xi        | ξ         | –          | 14       | 60          |
| Omikron   | ο         | –          | 15       | 70          |
| Pi        | π         | 5          | 16       | 80          |
| Qoppa     | ϟ         | –          | –        | 90          |
| Rho       | ρ         | –          | 17       | 100         |
| Sigma     | σ         | –          | 18       | 200         |
| Tau       | τ         | –          | 19       | 300         |
| Ypsilon   | υ         | –          | 20       | 400         |
| Phi       | φ         | –          | 21       | 500         |
| Chi       | χ         | 1000       | 22       | 600         |
| Psi       | ψ         | –          | 23       | 700         |
| Omega     | ω         | –          | 24       | 800         |
| Sampi     | ϡ         | –          | –        | 900         |

Die griechischen Zahlen werden durch Buchstaben als Ziffern dargestellt. Dabei sind drei verschiedene Darstellungsarten zu unterscheiden:
Das akrophonische Prinzip setzte bei den Anfangsbuchstaben der Zahlwörter an, während die beiden anderen Darstellungsformen jeweils von der Reihenfolge der Buchstaben im Alphabet ausgingen, denen dann entweder nach dem milesischen Prinzip dekadisch gestufte Zahlwerte oder aber nach dem Thesis-Prinzip unmittelbar aus deren Stellung im Alphabet abgeleitete Zahlwerte zugeordnet wurden. Letzteres fand aber, da es auf nur 24 Werte beschränkt ist, bei den Mathematikern keine Verwendung.
Das alphabetische Zahlensystem ist eine Idee der Griechen. Andere Alphabete wurden erst später nach ihrem Modell adaptiert. Das Prinzip des Systems selbst ist jedoch schon in der hieratischen und der demotischen Schreibweise der ägyptischen Zahlen gebräuchlich. Das alphabetische Zahlensystem war im alten Griechenland das bei weitem bedeutendste. Es war das Standard-Zahlensystem aller griechischen Mathematiker von der Antike bis zur Neuzeit, das heißt bis zur Übernahme der indischen Ziffern in der modernen europäischen Mathematik.
Seit hellenistischer Zeit wurde das griechische alphabetische Zahlensystem auch bei numerologisch orientierten gematrischen Praktiken im Bereich der Zahlenexegese, der Onomatomantik und der Magie verwendet.
Es wird im Griechischen auch heute noch vielfach zur Schreibung von Ordinalzahlen verwendet (beispielsweise für Herrschernamen, der Verwendung der römischen Zahlen im Deutschen vergleichbar), während für Kardinalzahlen auch im Griechischen heute normalerweise – wenn nicht Wert auf eine betont traditionelle Schreibweise gelegt wird – die dezimalen indo-arabischen Ziffern üblich sind. Jedem heutigen Griechen sind die alten Zahlen noch geläufig, beispielsweise erfolgt die Zählung der Schulklassen nach dem alten System: Ein Kind, welches die fünfte Klasse besucht, ist also in der Epsilon-Klasse.
Entsprechend dem griechischen Vorbild wurden fast alle Alphabete, beispielsweise das hebräische Alphabet, das arabische Alphabet, das kyrillische Alphabet und die meisten anderen Alphabete als Zahlenalphabete adaptiert. Da aber in Westrom und später in Westeuropa bis Ende des Mittelalters die römischen Zahlen als Standard-Zahlensystem galten, wurde das lateinische Alphabet bis in die neuzeitliche Epoche nie adaptiert. Im oströmischen Reich verwendete man während des Mittelalters die griechischen alphabetischen Zahlen.

## Die akrophonischen Zahlen
Etwa seit Beginn des 5. Jahrhunderts v. Chr. ist der Gebrauch der akrophonischen Zahlen attestiert. Dabei werden die Anfangsbuchstaben des Zahlwortes zur Schreibung des entsprechenden Zahlwertes eingesetzt. Es ergibt sich ein System ganz ähnlich den – nahezu gleichzeitig entwickelten – römischen Zahlen.
Es galt: Ι (von ἴος íos (1) „eins“) = 1, Π (2) (von πέντε pénte „fünf“) = 5, Δ (von δέκα déka „zehn“) = 10, Η (von ἑκατόν hekatón (3) „hundert“) = 100, Χ (von χίλιοι chílioi „tausend“) = 1000 und Μ (von μυριάς myriás „zehntausend“) = 10 000.
Neben fünf gleich pi wie pente, gibt es auch Zeichen für 50, 500, 5000 und 50000. Dabei werden 10, 100, 1000 und 10000 in das Pi hineingeschrieben, was einer Multiplikation mit fünf entspricht, wodurch eine fünffache Aneinanderreihung der gleichen Ziffer vermieden wird.
| Ι | attische akrophonische Zahl 5, Pi mit rechtem verkürztem Schenkel | Δ  | attische akrophonische Zahl 50, wie die akrophonische Zahl 5 mit einem eingeschriebenen Delta | Η   | attische akrophonische Zahl 500, wie die akrophonische Zahl 5 mit einem eingeschriebenen Eta | Χ    | attische akrophonische Zahl 5000, wie die akrophonische Zahl 5 mit einem eingeschriebenen Chi | Μ     | attische akrophonische Zahl 5000, wie die akrophonische Zahl 5 mit einem eingeschriebenen My |
| - | ----------------------------------------------------------------- | -- | --------------------------------------------------------------------------------------------- | --- | -------------------------------------------------------------------------------------------- | ---- | --------------------------------------------------------------------------------------------- | ----- | -------------------------------------------------------------------------------------------- |
| 1 | 5                                                                 | 10 | 5 × 10                                                                                        | 100 | 5 × 100                                                                                      | 1000 | 5 × 1000                                                                                      | 10000 | 5 × 10000                                                                                    |
| 1 | 5                                                                 | 10 | 50                                                                                            | 100 | 500                                                                                          | 1000 | 5000                                                                                          | 10000 | 50000                                                                                        |
| I | V                                                                 | X  | L                                                                                             | C   | D                                                                                            | M    | V                                                                                             | X     | L                                                                                            |

Beispiel: 1982 = Χ ΗΗΗΗ ΔΔΔΙΙ = MCMLXXXII

## Die alphabetischen Zahlen

### Lineares, defektives System nach dem Thesis-Prinzip
Als „Thesis-System“ bezeichnet man in der Forschung in Anknüpfung an eine Formulierweise Artemidors ein lineares Zahlenalphabet, bei dem die Zahlwerte der Buchstaben sich ohne sonstiges Steigerungsprinzip oder andere Rechenoperationen unmittelbar schon aus der Stellung (thesis) des jeweiligen Buchstabens in der Reihenfolge des Alphabets ergeben. Als Hinweis darauf, dass ein solches Thesis-System nach dem Prinzip Alpha bis Omega = 1 bis 24 (also ohne die drei numerischen Sonderzeichen Digamma [auch Stigma], Qoppa und Sampi) auch in der griechischen Kultur der Antike schon eine Rolle gespielt haben könnte, hat man insbesondere die Überlieferung von Homers Ilias und Odyssee bewertet, deren jeweils 24 Gesänge zumindest in der Tradition der alexandrinischen Grammatiker nach den Buchstaben des Alphabets nummeriert und zitiert werden, ferner Zählbuchstaben auf den Friestafeln des Pergamonaltars und für Werte kleiner als Zehn (insofern ohne eindeutiges Indiz für ein Thesis-System) auf Lostafeln oder zur Bezeichnung der Stadtteile von Alexandria.
| α | β | γ | δ | ε | ζ | η | θ | ι | κ  | λ  | μ  | ν  | ξ  | ο  | π  | ρ  | σ  | τ  | υ  | φ  | χ  | ψ  | ω  |
| - | - | - | - | - | - | - | - | - | -- | -- | -- | -- | -- | -- | -- | -- | -- | -- | -- | -- | -- | -- | -- |
| 1 | 2 | 3 | 4 | 5 | 6 | 7 | 8 | 9 | 10 | 11 | 12 | 13 | 14 | 15 | 16 | 17 | 18 | 19 | 20 | 21 | 22 | 23 | 24 |

### Entwicklung des milesischen Zahlensystems
Seit Mitte des 3. Jahrtausends v. Chr. sind die sogenannten hieratischen Zahlen bezeugt. Es handelte sich dabei um die Zusammenziehungen der noch älteren, analogen Darstellung der ägyptischen Hieroglyphenzahlen. In ihrer ursprünglichen Form wurde beispielsweise die Zahl 397 als drei Kringelchen (dreihundert) plus neun Bögchen (neunzig) und sieben Striche dargestellt. Jede einzelne Stelle war zunächst separat, wurde aber später zu einem Zeichen, einer Ziffer, zusammengezogen. Diese Ziffern wurden zum Beispiel auch im Rhind-Papyrus verwendet.
Die demotische Schrift vereinfachte die Ziffern nochmals. Mitte des 4. Jahrhunderts v. Chr. kamen die Griechen auf die Idee, die ersten drei der aus jeweils neun Ziffern bestehenden hieratisch-demotischen Zahlenreihen durch die Buchstaben ihres eigenen Alphabets zu ersetzen. Seither spricht man vom „alphabetischen Zahlensystem“. Es teilt das Alphabet in drei Gruppen von je neun Zeichen für die Darstellung der Einer, der Zehner und der Hunderter.
Um die hierfür benötigte Gesamtzahl von 3 × 9 = 27 Zeichen zur Verfügung zu haben, wurden zum Zweck der Zahlendarstellung drei alte Buchstaben, die im klassischen griechischen Alphabet nicht mehr vorkommen, als Vorbild für drei neue Zeichen benutzt. In dieser Form ist es als milesisches System bekannt.
- 6 = Ϝ, Digamma – Es entspricht dem lateinischen F. Als Minuskel wird die Wortende-Variante des Sigmas (ς) zusammen mit einem Tau (τ) als Ligatur (ϛ) verwendet, die auch als Stigma gedeutet wird. In heutigen Druckwerken wird meistens die Buchstabenkombination sigma-tau (στ) verwendet.
- 90 = Ϙ/Ϟ, Qoppa oder Koppa – Das ist das alte Qoph und entspricht dem lateinischen Q. Ursprünglich geschrieben in der Form Ϙ (Minuskel ϙ), später vor allem in der Schreibform Ϟ (Minuskel ϟ).
- 900 = Ϡ, Tsampi oder Sampi – Das entspricht dem phönizischen Sade (San) sowie dem hebräischen Tzade; Minuskel ϡ.

Während Ϝ und Ϙ/Ϟ ihren ursprünglichen Platz im Alphabet einnehmen, wurde das alte San oder Tzade, das eigentlich zwischen Π und Ϙ steht, als Tsampi auf den letzten Platz gesetzt.
Mit diesen 27 Zeichen und den ihnen fest zugeordneten Zahlwerten ließen sich durch additive Verbindung von Einern, Zehnern und Hundertern bereits die Zahlen 1 bis 999 schreiben, also 8 = η (Eta), 88 = πη (Pi + Eta = 80 + 8), 318 = τιη (Tau + Iota + Eta = 300 + 10 + 8). Ein Zeichen für die Null gab es nicht und war für die Zwecke der Zahlschreibung auch nicht erforderlich, indem man etwa 200 = σ (Sigma), 202 = σβ (Sigma + Beta = 200 + 2), 220 = σκ (Sigma + Kappa = 200 + 20) schrieb.
Um die Zahlen im Schriftbild von Wörtern zu unterscheiden, wurden erstere in den Handschriften meist mit einem Strich überschrieben, beispielsweise τι = 310, während sich hierfür im Zeitalter des Buchdrucks ein apostroph-artiges Zeichen eingebürgert hat, das hinter der Zahlzeichenreihe gesetzt wird:  ʹ  (δεξιά κεραία dexia keréa „rechter Strich“), in Unicode U+0374. Ist die Identität als Zahl aber klar, wird darauf manchmal auch verzichtet.
Auch die Zahlen zwischen 1000 und 9999 können dargestellt werden: Dazu wurde der erste Zahlbuchstabe durch Hinzufügung eines diakritischen Zeichens mit Tausend multipliziert. Handschriftlich verwendet man meist ein Zeichen, das in Form eines kleinen nach links offenen Hakens links unten vor der Ziffer steht. Im Buchdruck hat sich dafür ein tiefgestellter Apostroph durchgesetzt:  ͵  (αριστερή κεραία aristerí keréa „linker Strich“), in Unicode U+0375.
| α    | β    | γ    | δ    | ε    | ϛ    | ζ    | η    | θ    |
| ---- | ---- | ---- | ---- | ---- | ---- | ---- | ---- | ---- |
| 1    | 2    | 3    | 4    | 5    | 6    | 7    | 8    | 9    |
| ι    | κ    | λ    | μ    | ν    | ξ    | ο    | π    | ϟ    |
| 10   | 20   | 30   | 40   | 50   | 60   | 70   | 80   | 90   |
| ρ    | σ    | τ    | υ    | φ    | χ    | ψ    | ω    | ϡ    |
| 100  | 200  | 300  | 400  | 500  | 600  | 700  | 800  | 900  |
| ͵α   | ͵β   | ͵γ   | ͵δ   | ͵ε   | ͵ϛ   | ͵ζ   | ͵η   | ͵θ   |
| 1000 | 2000 | 3000 | 4000 | 5000 | 6000 | 7000 | 8000 | 9000 |

#### Erweiterung des Zahlenraums

##### Die Standard-Erweiterung bis hundert Millionen
Bis heute ist in Griechenland der Gebrauch des Zahlwortes Million unüblich. Man spricht stattdessen von „hundert Myriaden“ (εκατομμύριο ekatommýrio), eine Myriade entspricht der Zehntausend. Die Zahl 99 Millionen 999 Tausend 999 wurden in der Antike 9999 Myriaden 9999 ausgesprochen. Dies ist traditionell die höchste Zahl des griechischen Zahlensystems. Diese Zahl kann problemlos und eindeutig als  ͵Θϡϟθ Μ ͵Θϡϟθ  geschrieben werden; wobei „Μ“ die Myriaden bedeuten (ein eventuelles Μ = 40 000 kommt ja im System nicht vor).
Ebenso schreibt beispielsweise Aristarchos von Samos 71 Millionen 755 Tausend 875 als 7175 Myriaden 5875:  ͵ΖΡΟΕ Μ ͵ΕΩΟΕ , während Diophantos von Alexandria beispielsweise bei 4372 Myriaden 8097 (43 Millionen 728 Tausend [0]97) das Symbol für die Myriaden gar auf einen Punkt reduziert:  ͵ΔΤΟΒ . ͵ΗϞΖ .
Um die Myriadenzahlen klar zu kennzeichnen, bevorzugte man es in der Antike, die Einheiten der Myriaden über das akrophonische Μ-Symbol zu schreiben. Zum Beispiel wurde die Zahl „zwei Myriaden siebenhundertvier“ deshalb meistens so dargestellt: {\displaystyle {\overset {\beta }{\mathrm {M} }}} ʹψδ.
Heute verwendet man die Zahlwörter δισεκατομμύριο (disekatommýrio) = 1 000 000 000, τρισεκατομμύριο (trisekatommýrio) = 1 000 000 000 000 und so weiter.

##### Die Potenz-Erweiterung bis 10hoch36
Ein anderes, aber sehr selten gebrauchtes System für die Darstellung der großen Zahlen findet sich bei Apollonios von Perge, der nach dem Zeugnis des Pappos von Alexandria Myriaden erster, zweiter, dritter usw. bis neunter Ordnung in aufsteigender Potenz unterschied. Er ließ sich dabei von Archimedes inspirieren, der in seinem Werk Der Sandrechner „Ordnungen“ und „Perioden“ auf der Basis von „Oktaden“ der Größe 108 bzw. 1064 definiert hatte, ohne dafür eine handhabbare Schreibweise anzugeben. Apollonios überschrieb dazu das Μ (als Wert für 104) mit den Zeichen α bis θ = 1 bis 9, die hierbei folglich nicht mehr als Multiplikator, sondern als Exponent einer Potenz bewertet wurden. Als Darstellung der Zahl 5 462 360 064 000 000 ergab sich damit eine Schreibung wie die folgende:
| {\displaystyle {\overset {\gamma }{\mathrm {M} }}} | ͵ΕΥΖΒ         |   | {\displaystyle {\overset {\beta }{\mathrm {M} }}} | ͵ΓΧ           |   | {\displaystyle {\overset {\alpha }{\mathrm {M} }}} | ͵ϜΥ           |
| 100003 × 5462                                      | 100003 × 5462 | + | 100002 × 3600                                     | 100002 × 3600 | + | 100001 × 6400                                      | 100001 × 6400 |